# Grethe Ingmann
Grethe Ingmann, rojena kot Grethe Clemmensen, danska pevka, * 17. junij 1938, † 19. avgust 1990.
Grethe Ingmann je s svojo uspešno glasbeno kariero začela pri 17 letih, ko je kot nadomestna pevka nastopala z neko glasbeno skupino na radiu. Leta 1955 je spoznala kitarista Jørgena Ingmanna, s katerim sta se leta 1956 poročila. Nastopala sta v duetu in kmalu zaslovela po Skandinaviji. S pesmijo Dansevise sta leta 1963 predstavljala Dansko na Pesmi Evrovizije in zmagala. Par se je ločil leta 1975.
V prihodnjih letih je nastopila še večkrat na danskem nacionalnem izboru za Pesem Evrovizije, vendar nikoli ni zmagala; leta 1973 je zasedla drugo mesto. Z glasbo se je prenehala ukvarjati sredi osemdesetih, ker je zbolela za rakom. Leta 1990 je zaradi raka umrla.